# Българската Коледа
„Българската Коледа“ е благотворителна инициатива под патронажа на президента на Република България. Основната ѝ цел е набирането на средства за болни български деца.
За първи път инициативата „Българската Коледа“ се провежда през 2003 г. Организаторите на проявата приемат присърце идеята на създателя и председателя на фондация „Оранжевия Телефон“ и имат за цел набирането на парични постъпления, главно чрез SMS-си и телефонни обаждания, както чрез персонални дарения по банков път, продажба на стикери за автомобили с логото на кампанията, дарения по интернет и чрез кредитни карти.
Инициативата е напълно благотворителна, като средствата събрани чрез нея се разпределят за закупуване на медицинско оборудване, линейки и медикаменти. Сред закупената техника са инкубатори, ехографи, монитори и последно поколение апарати за неинвазивна вентилация.
Всяка година стартът на „Българската Коледа“ е на 1 декември, като кулминацията е навръх Рождество Христово (25 декември) с организиране на благотворителен спектакъл. В него вземат участие известни български личности от шоубизнеса, актьори, музиканти и спортисти. Набирането на средства чрез SMS-си и телефонни обаждания продължава до последните часове на изтичащата година, а даренията по банков път продължават и през януари.
„Българската Коледа“ подпомага главно деца с различни по степен увреждания и заболявания. Те се определят от Българската педиатрична асоциация, Асоциацията по неонатология, Министерството на здравеопазването и организаторите на благотворителната инициатива.

## Критика
Критици на инициативата изтъкват факта, че тя е инициирана от държавник въпреки събираните здравноосигурителни данъци и очевидната неспособност на държавата да изпълнява ангажимента си в тази насока.
Има също свидетелства, че средства, набрани от кампанията, са харчени не съобразно официално обявените приоритети и по съмнителни процедури